# Il tenente Kiže (Prokof'ev)
Il tenente Kiže è la partitura composta da Sergej Sergeevič Prokof'ev nel 1933 per l'omonimo film di Aleksandr Fajncimmer. Da questa colonna sonora il musicista rielaborò l'anno successivo una suite sinfonica in cinque episodi.

## Storia
Prokof'ev rientrò definitivamente in Urss alla fine del 1932; la nostalgia per la patria era forte e, inoltre, egli sperava di poter scrivere la propria musica in pace e di poterla eseguire senza problemi. Augurandosi che il governo instauratosi sostenesse l'attività dei compositori anche tramite la nuova organizzazione Unione dei compositori sovietici egli auspicava, forte della notorietà ottenuta all'estero, di poter diventare il motore di un nuovo sviluppo culturale e artistico grazie alla sua attività musicale.
Dopo aver tenuto diversi concerti a Mosca e a Leningrado, già nel mese di novembre Prokof'ev ricevette una prima commissione; l'incarico venne dagli studi cinematografici Belgorkino e Leningrad che gli chiesero di scrivere la musica per un film del regista Aleksandr Fajncimmer, Il tenente Kiže, basato su un racconto di Jurij Tynjanov. Il musicista amava molto il cinema e aveva frequentato diverse sale cinematografiche sia a San Pietroburgo sia a New York. Quando si trovava negli Stati Uniti nel 1930 l'attrice Gloria Swanson gli aveva già domandato di comporre la musica per What a Widow!, una commedia da lei prodotta e interpretata in quell'anno, ma non trovarono un accordo economico soddisfacente.
L'argomento de Il tenente Kiže, surreale e ironico, attirava molto Prokof'ev che si mise al lavoro con entusiasmo collaborando subito con Fajncimmer; quest'ultimo apprezzò la dedizione con cui il musicista si era accostato al lavoro, informandosi sui vari movimenti e tecniche di ripresa, studiando le ambientazioni e i costumi dell'epoca, il tardo Settecento, in cui era ambientato il film. Prokof'ev volle vedere tutto il materiale girato nella sua interezza e si fermò più volte su dettagli con attenzione; realizzò infine una partitura comprendente sedici momenti, più o meno ampi, quasi fosse uno schema di balletto. Comporre una colonna sonora per un film fu certamente confacente al musicista; egli poteva così mettere a frutto la sua attitudine alla precisione e all'immaginazione musicale, facendo tesoro anche delle sue precedenti esperienze sceniche. Lavorò velocemente e la colonna sonora fu terminata nell'autunno del 1933. Alla fine il risultato non fu però soddisfacente e il musicista ne fu amareggiato, nonostante la buona direzione di Isaak Dunaevksij; il regista infatti fu costretto a modificare sostanzialmente il film, giudicato troppo innovativo dalla censura sovietica, appesantendolo.
Il film, più che essere un lavoro d'avanguardia, era una vera e propria presa in giro della burocrazia dell'ambiente militare sotto lo zar Paolo I, caratterizzato da modalità grottesche e ironiche. Inoltre la vicenda dell'impiegato maldestro che "crea" l'inesistente tenente Kiže per non incorrere in severe punizioni e tutto ciò che ne deriva, era senza alcun dubbio lontanissima da quanto il governo sovietico potesse desiderare.
L'anno seguente Prokof'ev considerò il fatto di aver scritto abbastanza materiale sonoro per trarre una suite da ciò che aveva composto per il film; riorchestrando i vari momenti della colonna sonora e scegliendo quelli più adatti, realizzò infine una partitura in cinque movimenti. Questa composizione fu terminata l'8 luglio 1934 mentre si trovava ospite nella dacia dell'amico pittore Pëtr Končalovskij; Prokof'ev ne creò due versioni, una per sola orchestra sinfonica e una con orchestra e baritono solista. La prima esecuzione della suite avvenne a Mosca il 21 dicembre 1934, con la direzione dello stesso Prokof'ev, nella sede della Radio Russa. Tre anni dopo vi fu una nuova esecuzione, la prima al di fuori dell'Urss, a Parigi, il 20 febbraio 1937.

## La suite
La suite sinfonica op. 60, della durata di circa 20 minuti, è costituita da cinque movimenti:
1. Nascita di Kiže. Andante assai, doppio movimento, andante, allegro come prima, andante assai
2. Idillio. Romanza. Andante, allegretto, andante
3. Le nozze di Kiže, Allegro festoso
4. Troika. Moderato, allegro con brio, moderato
5. La sepoltura di Kiže. Andante assai, allegro moderato, andante assai

Piero Rattalino ha scritto: «Credo che Prokof'ev non abbia mai composto musica più divertente di questa, diretta, gioiosa, appena spruzzata da una patina di ironia bonaria.»
Il musicista realizzò, non senza fatica, come egli stesso disse, una partitura dalla musica estremamente allegra; riorganizzandola in suite dovette riunire brani che nel film erano serviti a momenti diversi, legati a situazioni particolari e ad esigenze puramente sceniche. Il linguaggio adoperato dal compositore è quello della Sinfonia Classica, dove fonde con maestria, conciliandoli, classicismo e innovazione. I motivi sono infatti orecchiabili, semplici, e la chiarezza ne è un carattere distintivo.
Il primo movimento, la Nascita di Kiže, si apre con una cornetta a pistoni che annuncia il lieto evento con un breve motivo; segue, sottolineando con ironica arguzia l'atmosfera militaresca, una fanfara accompagnata dal rullo marziale del tamburo militare. Viene poi introdotta una nuova frase, ispirata a una melodia russa, affidata al flauto che sarà quella che in seguito identificherà il protagonista. Il movimento si chiude con la sonorità delle trombe accompagnate dall'intervento fragoroso delle percussioni.
Nel secondo movimento, Romanza, l'atmosfera diventa malinconica e descrive Kiže innamorato che intona una canzone d'amore. Prokof'ev rielabora un vecchio motivo russo, Il colombo cinerino si lamenta notte e giorno, dalla melodia struggente; il musicista non segue però la ballata originale, ma la "ricrea" giocando sulla modalità pur rimanendo nello spirito del canto popolare.
Il terzo tempo descrive Le nozze di Kiže dove la cerimonia è introdotta dall'intervento pomposo dei corni, della tuba e dei tromboni, tanto pesante da essere tutt'altro che serio; il motivo che segue, pur volendo sembrare un canto di nozze, con il suono stridente della cornetta diventa invece una presa in giro.
Il quarto movimento, La Troika, lo scorrazzare del protagonista con la sua slitta sulla neve è reso mirabilmente dal pizzicato degli archi con l'accompagnamento ossessivo delle percussioni, dell'arpa e del pianoforte.
L'ultimo e quinto movimento La sepoltura di Kiže è il pezzo più riuscito della suite e dal maggior risalto orchestrale. Nel brano convergono tutti i motivi che erano presenti nei tempi precedenti, dal tema di Kiže ripresentato con toni tristissimi dal clarinetto, alla maliconica ballata della Romanza ripresa dalla tuba e dagli archi, al burlesco motivo delle nozze. L'intento parodistico del musicista ha il suo culmine durante il rito funebre con la citazione dal wagneriano Il crepuscolo degli dei. Il tema desolato del clarinetto riappare verso la fine del brano subito sfumato dal suono del flauto e dall'intervento militaresco della cornetta e del tamburo. Motivi malinconici e temi divertenti si alternano, sovrapponendosi in un gioco grottesco danno vita a una struttura contrappuntistica al limite della dissonanza; il risultato è una partitura irridente e arguta il cui effetto ironico rivela il genio musicale di Prokof'ev.

## Organico
Ottavino, due flauti, due oboi, due clarinetti, sassofono, due fagotti, quattro corni, due trombe, cornetta, tre tromboni, basso tuba, piatti, triangolo, campanelle, grancassa, tamburo, tamburello, arpa, pianoforte, archi